# Гирдлтри (Мериленд)
Гирдлтри (енгл. Girdletree) насељено је место без административног статуса у америчкој савезној држави Мериленд.

## Демографија
По попису из 2010. године број становника је 149, што је 32 (27,4%) становника више него 2000. године.
| Група             | 2000.      | 2010.       |
| Белци             | 84 (71,8%) | 111 (74,5%) |
| Афроамериканци    | 27 (23,1%) | 26 (17,4%)  |
| Азијати           | 0 (0,0%)   | 0 (0,0%)    |
| Хиспаноамериканци | 0 (0,0%)   | 13 (8,7%)   |
| Укупно            | 117        | 149         |